# Eupithecia vana
Eupithecia vana là một loài bướm đêm trong họ Geometridae.